# Erick E
Erick E, de son vrai nom Erick Eerdhuizen (né le 20 septembre 1962 à Amsterdam), est un disc jockey et producteur néerlandais de musique électronique.

## Biographie
Eerdhuizen commence sa carrière en tant que DJ de hip-hop dans la discothèque Prinsenhof à Zaandam. En 1989, Eerdhuizen devient champion néerlandais de mix-scratch. Peu de temps après, il se met à la house. En 1995, il devient DJ résident du RoXY à Amsterdam. Il forme un duo avec Olav Basoski, avec qui il obtient un grand succès dans les clubs avec Don't Turn Your Back au milieu des années 1990. Il lance ensuite le label Work avec Basoski, où il s'implique dans la musique en tant que producteur et DJ. Il est par la suite surtout connu pour Housequake, qu'il produit avec Roog, et Sneakerz, qu'il organise avec Fedde le Grand.
Eerdhuizen est également actif à la télévision. En 2001, il fait un caméo dans la série dramatique néerlandaise Westenwind, où il joue le rôle de DJ. 
En 2023, il est annoncé de retour au Beachclub FUEL avec Roog.

## Discographie

### Albums studio
- 2006 : Boogie Down / Midnight Magic
- 2006-2007 : The Beat Is Rockin
- 2008 : Go Again
- 2009 : Don't Turn Your Back

### Remixes
- 2006 : DJ Falk - House of God
- 2007 : Boogie Down 2007